# پایگاه فضایی وستوچنی

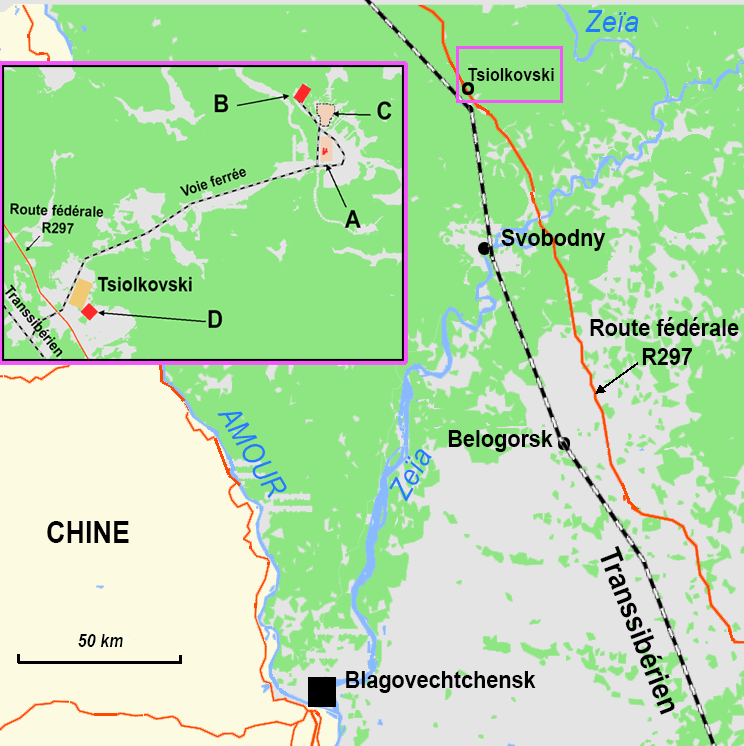
نقشه پایگاه فضایی وستوچنی

پایگاه فضایی وستوچنی (روسی: Космодром Восточный) یک پایگاه فضایی متعلق به روسیه است که بر روی مدار ۵۱ درجه شمالی
در استان آمور در خاور دور روسیه در دست ساخت است. انتظار می‌رود با تکمیل این پایگاه در سال ۲۰۱۸، وابستگی دولت روسیه به پایگاه فضایی بایکونور در قزاقستان کاهش یابد. نخستین پرتاب ماهواره از این پایگاه در ۲۸ آوریل ۲۰۱۶ انجام شد.

## نگارخانه

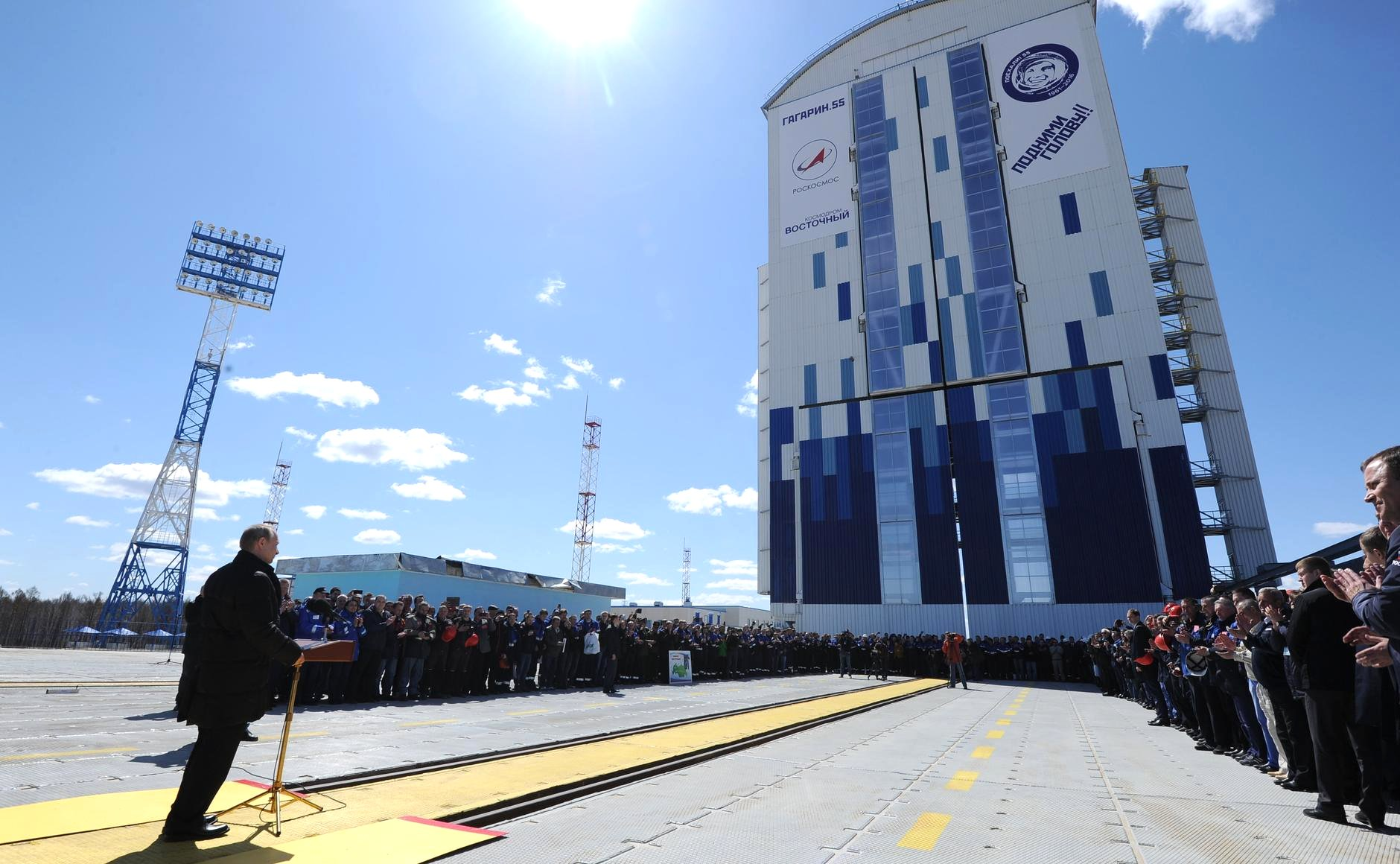
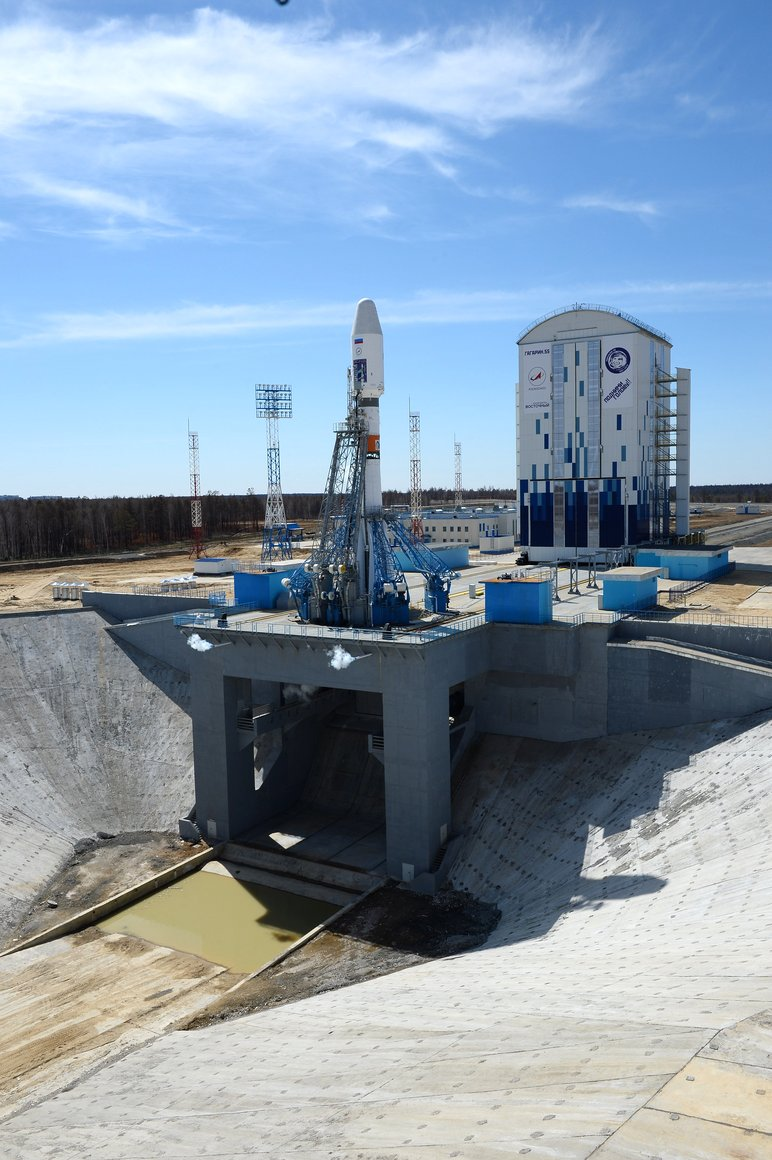
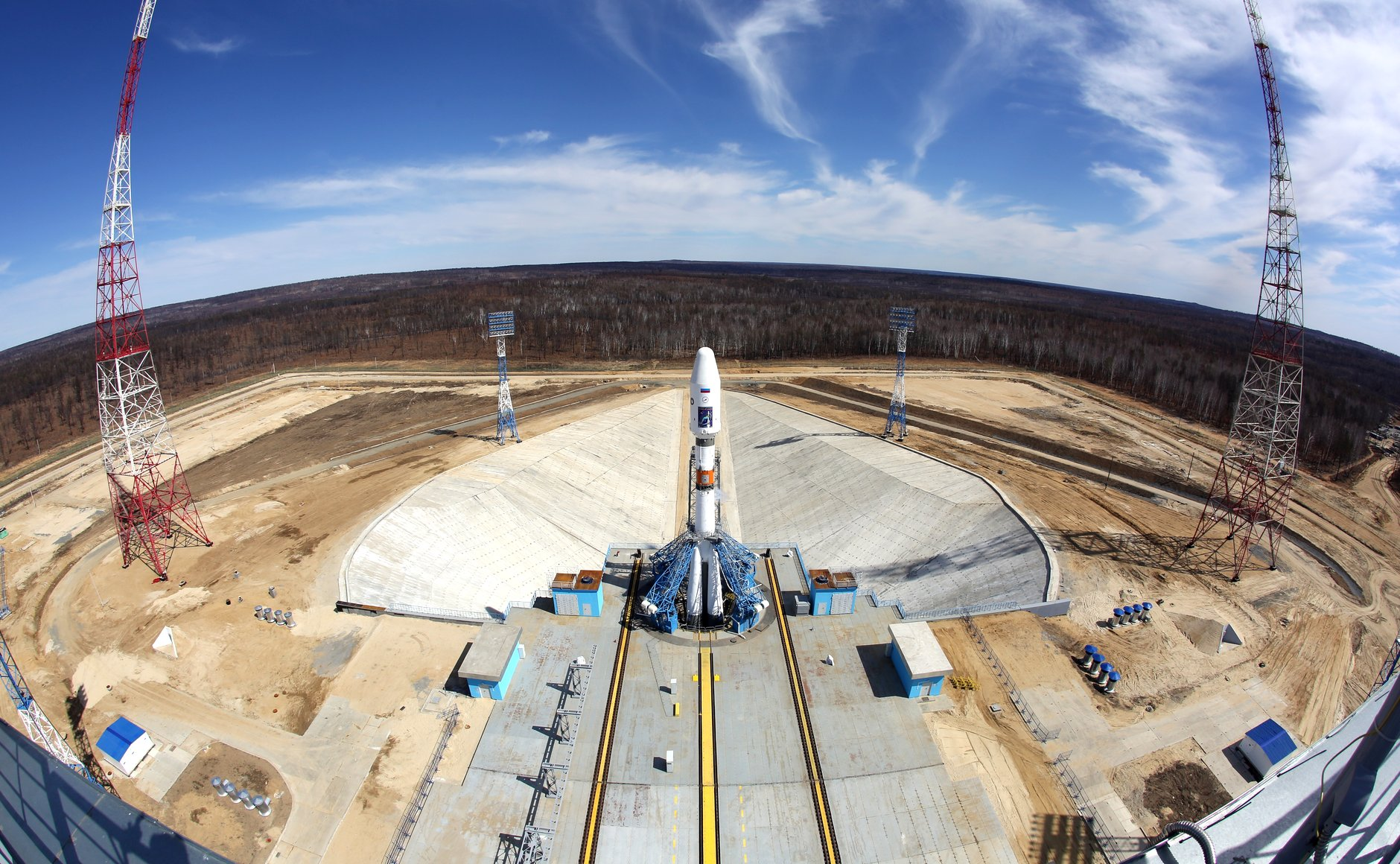
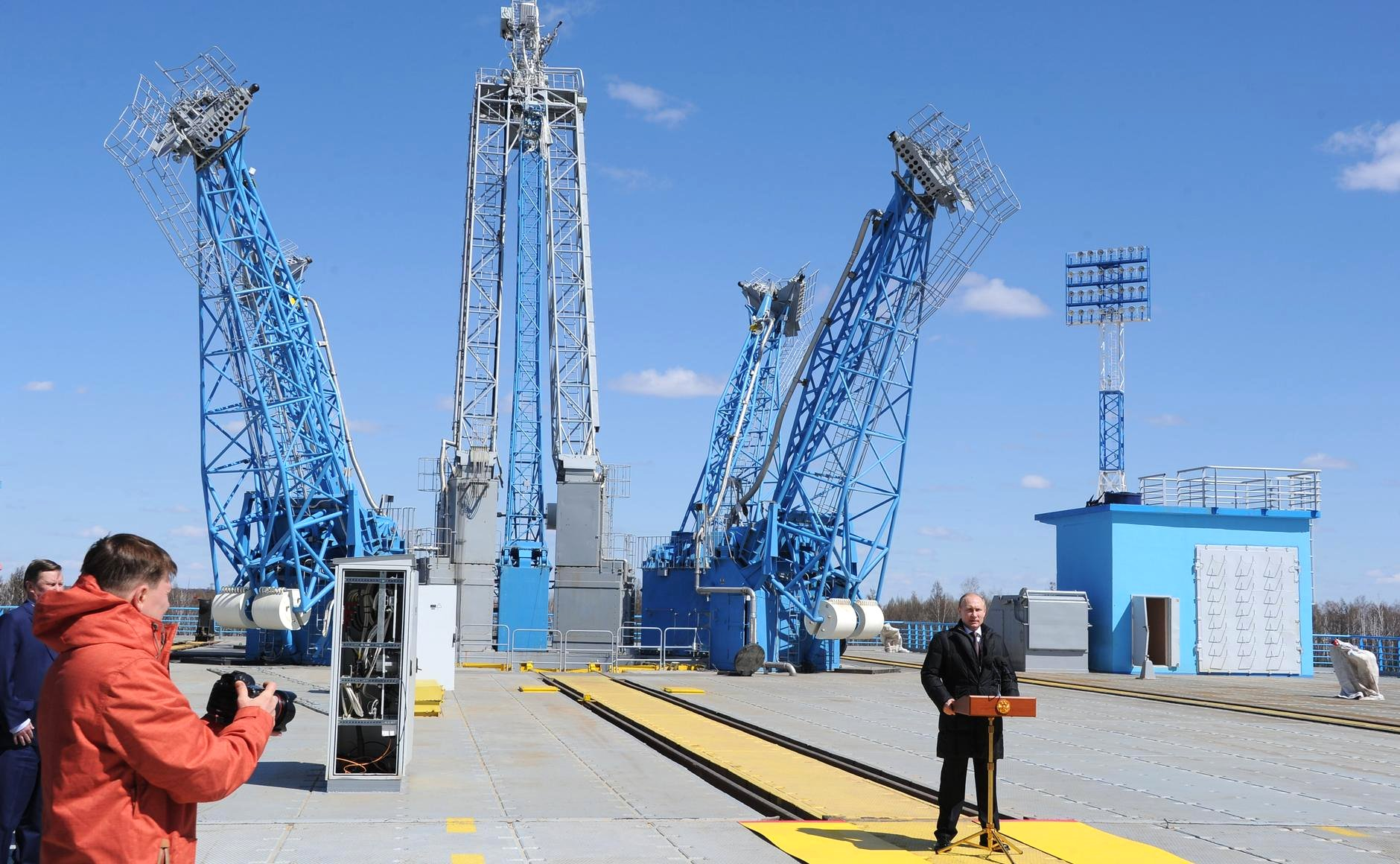
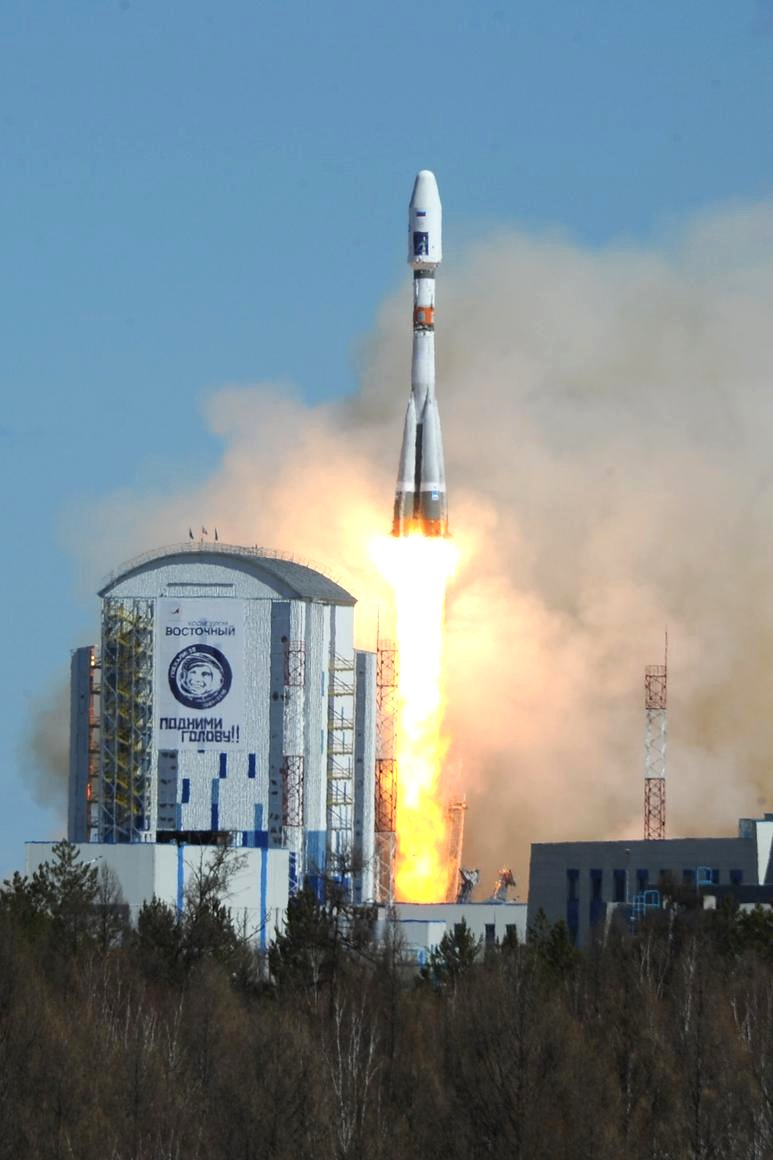

## نوشتارهای وابسته
- پایگاه فضایی پلستسک
- پایگاه فضایی بایکونور